# Rebelión del Bajo Canadá
La Rebelión del Bajo Canadá (en francés: La rébellion du Bas-Canadá), comúnmente conocida como la Guerra de los Patriotas (en francés: La guerre des patriotes) por los quebequenses, es el nombre dado al conflicto entre los rebeldes del Bajo Canadá y el poder colonial británico de esa provincia. Junto con la simultánea Rebelión del Alto Canadá en la colonia vecina del Alto Canadá (actualmente Ontario), formaron las Rebeliones de 1837.

## Historia
La rebelión del Bajo Canadá continuó en 1838 y, a menudo se le llama Les rébellions de 1837–38 en Quebec. Las acciones de los rebeldes dieron lugar a la declaración de la ley marcial, y un a primer conflicto armado que se produjo en 1837, cuando los 26 miembros del movimiento de Patriote que habían sido acusados de actividades ilegales decidieron resistirse a su detención por las autoridades bajo la dirección de John Colborne. En 1838, dos grandes conflictos armados tuvieron lugar cuando grupos de Patriotas del Baja Canadá encabezados por Robert Nelson cruzaron la frontera estadounidense, en un intento de invadir el Bajo Canadá y el Alto Canadá, expulsar al ejército británico y establecer repúblicas independientes, incluida la República del Bajo Canadá.
Estos acontecimientos son a menudo mal reportados, que mueve la atención de las tres décadas de batallas políticas entre el Parti Patriote de James Stuart y Louis-Joseph Papineau, que buscaban la rendición de cuentas por parte del gobierno electo y del gobernador de la colonia. Sin embargo, el cuerpo no elegido fue dominado por un pequeño grupo de hombres de negocios conocido como el Château Clique, el equivalente al Pacto de Familia en el Alto Canadá.
El movimiento por la reforma se concretó en un período de privación de derechos económicos de la mayoría de habla francesa y de la clase trabajadora a los ciudadanos de habla inglesa. Pero la rebelión se centró en la falta de equidad del gobierno colonial, como tal, ya que muchos de los líderes y participantes eran ciudadanos de habla inglesa del Bajo Canadá. En la banca, el comercio de la madera y el transporte, los anglófonos eran vistos como desproporcionadamente representados. Al mismo tiempo, algunos de entre la élite empresarial de habla inglesa estaban abogando por una unión del Alto y el Bajo Canadá para asegurar la competitividad a escala nacional. Con la economía cada vez más grande y poderosa de los Estados Unidos (que, en parte, inspiró a los rebeldes por su propia guerra exitosa de la independencia). La unificación de la colonia fue un plan favorecido por el gobernador nombrado por los británicos, George Ramsey, conde de Dalhousie. La reacción fue un creciente sentimiento de nacionalismo entre los ciudadanos de habla francesa, que se solidificó en el Parti canadien (después de 1826 llamado el Parti Patriote).
En 1811, James Stuart se convirtió en líder del Parti Canadien y en 1815, el reformador Louis-Joseph Papineau fue elegido presidente de la Asamblea. La Asamblea,  tenía poco poder; sus decisiones podían ser vetadas por un Consejo Legislativo y el gobernador nombrado por el gobierno británico. Dalhousie y Papineau no tardaron en desacuerdo sobre la cuestión de la unión de las Canadás. Dalhousie forzó una elección en 1827 en lugar de aceptar Papineau como orador. Los simpatizantes con el movimiento de reforma en Inglaterra habían Dalhousie forzada de su cargo y nombrado de nuevo a la India. Aun así, el Consejo Legislativo y la Asamblea no fueron capaces de llegar a un compromiso. En 1834, la Asamblea había aprobado los noventa y dos Resoluciones, esbozando sus quejas contra el Consejo Legislativo. En ese momento, el movimiento de Patriote fue apoyado por una abrumadora mayoría de la población de todos los orígenes.
Más tarde, en 1834, el Parti Patriote barrió las elecciones con más de las tres cuartas partes de los votos. Sin embargo, los reformadores en el Bajo Canadá fueron divididos en varios temas. Un reformador moderado llamado John Neilson había dejado el partido en 1830 y se unió a la Asociación Constitucional cuatro años después. Posición anticlerical de Papineau alienado reformadores de la Iglesia Católica, y su apoyo a la secular en lugar de las escuelas religiosas, le dio un poderoso enemigo en el obispo Jean-Jacques Lartigue. Lartigue hizo un llamado a todos los católicos a rechazar el movimiento de reforma y apoyar a las autoridades, lo que obligó a muchos a elegir entre su religión y sus convicciones políticas.
Sin embargo, Papineau continuó presionando para la reforma. Solicitó al gobierno británico para llevar a cabo la reforma, pero el gobierno de Lord Melbourne rechazó todas las peticiones de Papineau. Papineau luego organizó protestas y asambleas, y finalmente aprobó la Société des Fils de la Liberté durante la Assemblée des Comtes.
Papineau escapó a los Estados Unidos, pero los rebeldes se erigieron en el campo. Liderados por Wolfred Nelson, derrotaron a una fuerza británica de Saint-Denis, el 23 de noviembre. Sin embargo, las tropas británicas pronto hicieron retroceder a los rebeldes, derrotándolos en Saint-Charles, el 25 de noviembre y en Saint-Eustache, el 14 de diciembre, Saint-Eustache luego fue saqueado. El 5 de diciembre, la ley marcial fue declarada en Montreal.

Bandera utilizada por los Patriotas entre 1832 y 1838.

Cuando la noticia de la detención de los líderes Patriotas alcanzó el Alto Canadá, William Lyon Mackenzie lanzó una rebelión armada en diciembre de 1837. Mientras tanto, los filibusteros de los Estados Unidos, los Patriotas Hunter, formaron una pequeña milicia y atacó a Windsor, Canadá superior, a seguir apoyando los Patriots canadienses. Estas revueltas fueron rápidamente reprimidas. Al año siguiente, los líderes que habían escapado a través de la frontera hacia los Estados Unidos invadieron el Bajo Canadá en febrero de 1838. Una segunda revuelta comenzó en la batalla de Beauharnois en noviembre del mismo año. Esto también fue aplastada por los británicos.
Gran Bretaña envió a Lord Durham para investigar la causa de la rebelión. Su informe recomendó que las Canadás se uniesen en una solo colonia (la Provincia de Canadá) para asimilar a los canadienses de habla francesa con la cultura británica de los Anglo-Canadienses. Sin embargo, recomendó al nuevo gobierno satisfacer las quejas de los rebeldes por el gobierno responsable de la nueva colonia.

## Consecuencias
Después de la derrota militar de los Patriotas, el Bajo Canadá se fusionó con el Alto Canadá en virtud de la Ley de la Unión. Los canadiens apenas quedaron como mayoría en la nueva entidad política, y con la constante emigración a la parte de habla inglesa de Canadá, este dominio duró poco. Ocho años después de la Unión, un nuevo gobierno creó en la Provincia Unida de Canadá. La gran inestabilidad de este nuevo régimen llevó a la formación de la gran coalición, y otro cambio constitucional importante: la Confederación Canadiense de 1867.
La rebelión de los Patriotes del Bajo Canadá junto con la Rebelión del Alto Canadá,  menudo son tomados en cuenta como el ejemplo de lo que podría haber pasado a los Estados Unidos de América si la guerra revolucionaria americana hubiese fracasado. En Quebec, la rebelión es conmemorada en el Journée nationale des Patriotes (Día Nacional de los Patriotas). Además, la rebelión se ha convertido en un símbolo para el movimiento contemporáneo de la independencia de Quebec (y en menor medida un símbolo del pequeño movimiento republicano de Canadá).

## Líderes
- Thomas Storrow Brown (1803-1888)
- Jean-Olivier Chénier (1806-1837)
- François-Marie-Thomas Chevalier de Lorimier (1803-1839)
- Amury Girod (1800-1837)
- James Ard (1802-1840)
- Edmund Bailey O'Callaghan (1797-1880)
- Wolfred Nelson (1791-1863)
- Louis-Joseph Papineau (1786-1871)